# Ostriv
Ostriv (укр. «Острів» — «Остров») — компьютерная игра в жанре градостроительного симулятора, разрабатываемая командой разработчиков из Украины. Релиз в раннем доступе состоялся в 2020 году. Действие игры происходят в XVIII веке.

## Игровой процесс
Ostriv — градостроительный симулятор. В игре уделено внимание малым деталям. Например, каждое здание строится из отдельных материалов: сена, глины и тому подобного; работа каждого крестьянина показывается визуально; люди не могут мгновенно переселиться из одного места в другое: для этого понадобится перевозка личных вещей.
В Ostriv отсутствует привязка зданий к сетке: игрок может строить там, где хочет.
В игре присутствует смена сезонов: если игрок не подготовился к зимним заморозкам, в городе может начаться голод, и жители без еды и тёплого ночлега могут уйти из поселения.
В Ostriv присутствует гендерное разделение труда — женщины, например, не могут заниматься строительством, что является исторически достоверным для XVIII века.

## Разработка
Разработка игры началась в 2014 году. Игру разрабатывал один разработчик по имени Евгений (под ником «yevhen8»).
С 2018 года игру разрабатывает команда из 4 человек.
19 марта 2020 года игра вышла в ранний доступ.
Разработчик планирует ввести в игру новые здания и сюжетный режим, портировать игру на Linux и MacOS, ввести поддержку других языков и многое другое.
В игре отсутствует русская локализация. По словам разработчика, «оно [русскоязычное сообщество] имеет очень высокий уровень вокальности и одновременно очень низкую платежеспособность».